# پال اسمیتس (نیویورک)
پال اسمیتس (به انگلیسی: Paul Smiths) یک منطقهٔ مسکونی در ایالات متحده آمریکا است که در Brighton واقع شده‌است. پال اسمیتس ۱٫۰۱ کیلومتر مربع مساحت و ۶۷۱ نفر جمعیت دارد و ۵۰۰ متر بالاتر از سطح دریا واقع شده‌است.